# Radar SCP-01
O SCP-01 Scipio, desenvolvido pela Mectron - Engenharia, Indústria e Comércio Ltda em parceria com a italiana Galileo Avionica (pertencente à Selex ES), foi um radar projetado para ser instalado a bordo do avião italo-brasileiro AMX A-1 e operar como o sensor principal do seu subsistema de armamento. Sua função principal seria a detecção e o rastreamento de alvos marítimos (modo Ar-Mar), terrestres (modo Ar-Terra) e aéreos (modo Ar-Ar).
O programa do Radar SCP-01 foi iniciado em 1987 com recursos da Força Aérea Brasileira, com a contratação da empresa brasileira Tecnasa pelo então Ministério da Aeronáutica, para equipar os AMX da FAB. O desenvolvimento começou em cooperação com a italiana Segnalamento Marittimo ed Aereo (SMA), com a seguinte divisão de trabalho: a empresa brasileira ficou encarregada do desenvolvimento da antena, servomecanismo, receptor, excitador, processamento analógico, painel de controle e estrutura mecânica, enquanto a italiana ficou responsável pelo transmissor e processamento digital do sinal. Durante a década de 1990 o programa se arrastou por falta de verbas. À partir de março de 2000, a Mectron assumiu a responsabilidade pela conclusão do seu desenvolvimento e homologação.
O SCP-01 era um radar multifunção e multimodo (ar-mar, ar-ar, ar-superfície) que utilizava o sistema de varredura mecânica para apontamento da antena (Mechanically Scanned Antenna - MSA). Contava com baixo peso e tamanho compacto, agilidade de frequência na banda I, compressão de pulso, operação doppler com média PRF, antena monopulso de dois planos, técnicas avançadas de ECCM (contra-contramedidas eletrônicas), processamento acançado de sinais configurado por software, rejeição de clutter e rastreamento de alvos por algoritmos adaptativos, processamento de imagem, com zoom no alvo e congelamento de imagem, integração com o sistema de missão via barramento de dados digital 1553B, saída para TV com gráficos em cores etc.
Em 2016, com o cancelamento da modernização do AMX, o projeto se encerrou. Apenas 3 aeronaves foram modernizadas e é possível que elas tenham recebido esse radar.